# American Baptist Churches USA
Die American Baptist Churches USA (ABCUSA) (früher: American Baptist Convention) sind eine Union baptistischer Kirchen innerhalb der Vereinigten Staaten. Ihr Hauptsitz befindet sich in Valley Forge, Pennsylvania. Die Organisation wird gewöhnlich als gemäßigte Mainline Church eingeordnet.
Die ABCUSA sind Mitglied im Ökumenischen Rat der Kirchen (ÖRK), im Baptistischen Weltbund und im Nationalen Kirchenrat der USA. Zwischen den ABCUSA und der Progressive National Baptist Convention besteht eine Partnerschaft.
2014 hatten diese Kirchen nach eigenen Angaben 1.198.046 Mitglieder in 5.120 Kirchengemeinden.

## Geschichte
Die ABCUSA wurzeln in der alten sogenannten Triennial Convention (deutsch: Dreijahres-Konferenz) von 1814 her, in der sowohl die Baptisten der Nordstaaten als auch die der Südstaaten vereinigt waren. Die Südlichen Baptisten zogen sich im Zusammenhang des amerikanischen Bürgerkriegs aus der Arbeitsgemeinschaft zurück und gründeten im Jahre 1845 die Southern Baptist Convention (SBC). Die überwiegende Mehrheit der Nordstaaten-Baptisten im Norden setzten ihre Arbeit weiter fort und bildeten zunächst – speziell im Bereich der Mission – lockere Verbände. Am 17. Mai 1907 – zwei Jahre nach der Gründung des baptistischen Weltbundes – schlossen sich die Nordstaaten-Baptisten in Washington, D. C. zur Northern Baptist Convention (NBC) zusammen. Da die Arbeit der NBC auch die südlichen Regionen der USA erreichte, entschied man sich 1950 den Namen zu wechseln. Er lautete bis 1972 American Baptist Convention. Um die für Baptisten bedeutsame Autonomie der Ortsgemeinde zu betonen, entschloss man sich 1972 zu einer weiteren Namensänderung: American Baptist Churches, USA.

## Lehre
Die ABCUSA vertreten liberalere gesellschaftliche Standpunkte als die Southern Baptist Convention. Traditionell wird in den ABCUSA die Autonomie der einzelnen Kirchen stark berücksichtigt (Kongregationalismus). Amerikanische Baptisten der ABCUSA glauben in der Regel an die von Gott inspirierte Bibel. Die Frauenordination wurde im Gegensatz zur Southern Baptist Convention eingeführt. 9,1 Prozent der Pastoren in den American Baptist Churches USA sind Frauen. 2016 wurde mit Allyson Robinson die erste transgeschlechtliche Person ordiniert.
Obwohl das ABCUSA General Board 2005 äußerte, dass „Homosexualität mit der biblischen Lehre inkompatibel“ sei, werden inzwischen auch homosexuelle Paare von vielen baptistischen Pastoren getraut, da die Entscheidung darüber bei den einzelnen Gemeinden gefällt wird.

## Bekannte Mitglieder
- Julius Köbner, einer der Gründervater der deutschen Baptisten, über einen langen Zeitraum bei den ABCUSA angestellter Missionar für den deutschsprachigen Raum
- John D. Rockefeller, Unternehmer und Philanthrop
- Frederick Taylor Gates, ordinierter Pastor der Northern Baptist Convention
- Martin Luther King Jr., ordinierter Pastor der ABCUSA
- Harvey Cox, ordinierter Pastor der ABCUSA
- Kamala Harris, Vizepräsidentin der USA